# Louis Laguerre
Louis Laguerre fou un pintor decoratiu francès, el qual va desenvolupar gairebé tota la seua carrera a Anglaterra.
Va néixer l'any 1663 i Lluís XIV de França fou el seu padrí. Va començar a estudiar amb els jesuïtes abans d'inscriure's en l'Acadèmia Reial de Pintura i Escultura (París). Després d'haver treballat entre el 1683 i el 1684 sota la direcció de Charles Le Brun a París es traslladà a Anglaterra, on va treballar inicialment amb Antonio Verrio, tot i que ben aviat es va establir pel seu compte. Es va especialitzar en la pintura decorativa d'estil barroc i va decorar sobretot cases de camp, entre les quals cal destacar Burghley House, Chatsworth House i el palau de Blenheim (on la seua obra mestra és la decoració il·lusionista del saló, amb els dibuixos de personatges que representen els quatre continents mirant cap a la cambra a través d'una columnata clàssica).
Era un pintor millor que Antonio Verrio (tot i que de cap manera extraordinari, segons els criteris europeus) i també tenia una personalitat més atractiva, però mai no va arribar a tindre l'extravagant èxit mundà dels italians. Aproximadament a partir del 1710, James Thornhill va començar a succeir-lo en popularitat. En els darrers anys de la seua carrera, Laguerre es va dedicar cada cop més als retrats i als quadres històrics, ja que es va fer un nom en el mercat amb temes relacionats amb les victòries de l'exèrcit anglès sobre el de Lluís XIV de França. Fou director de la London Academy of Drawing and Painting de Godfrey Kneller.
Va morir el 20 d'abril del 1721 a Londres.

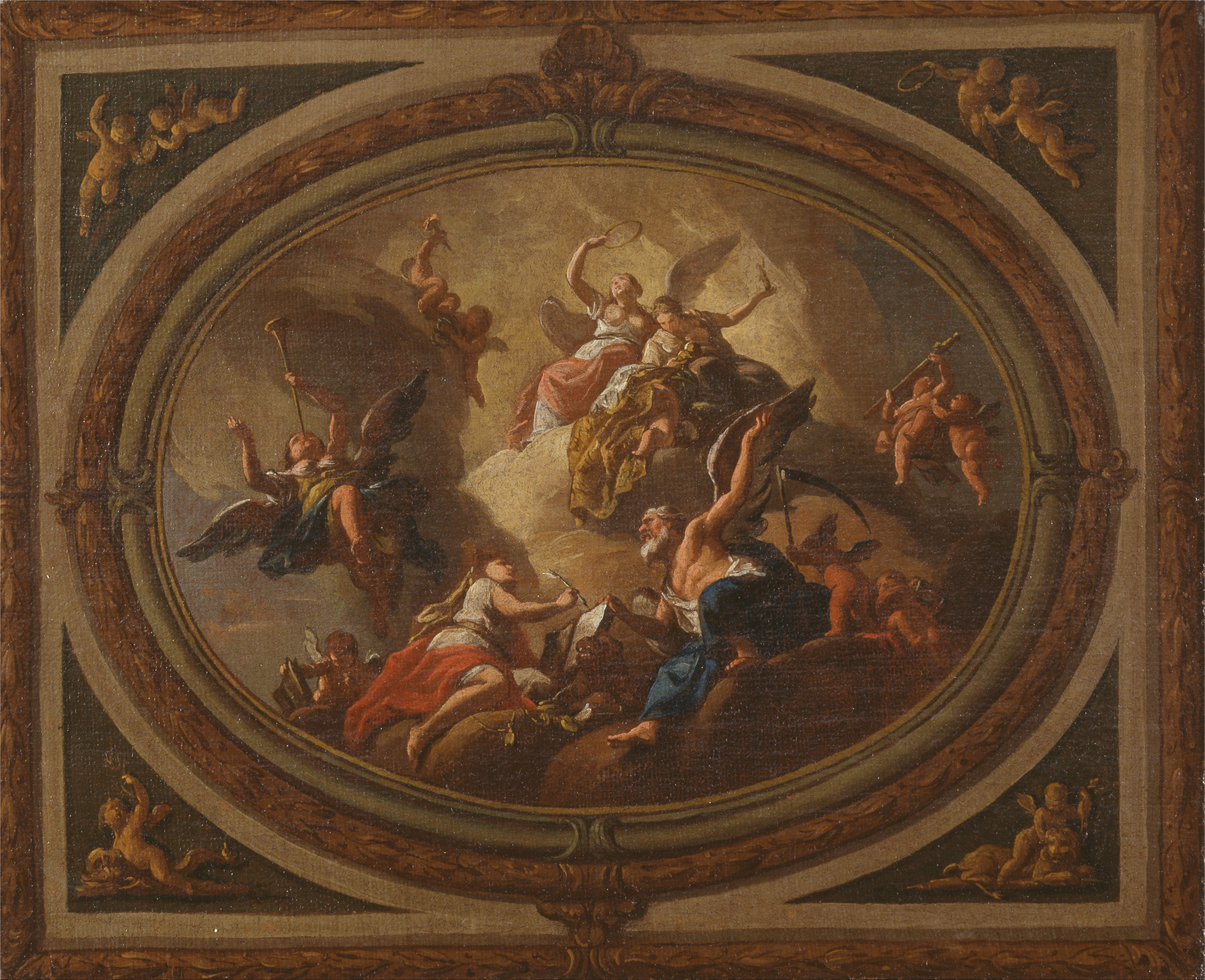
Sketch for an oval ceiling (cap al 1705)
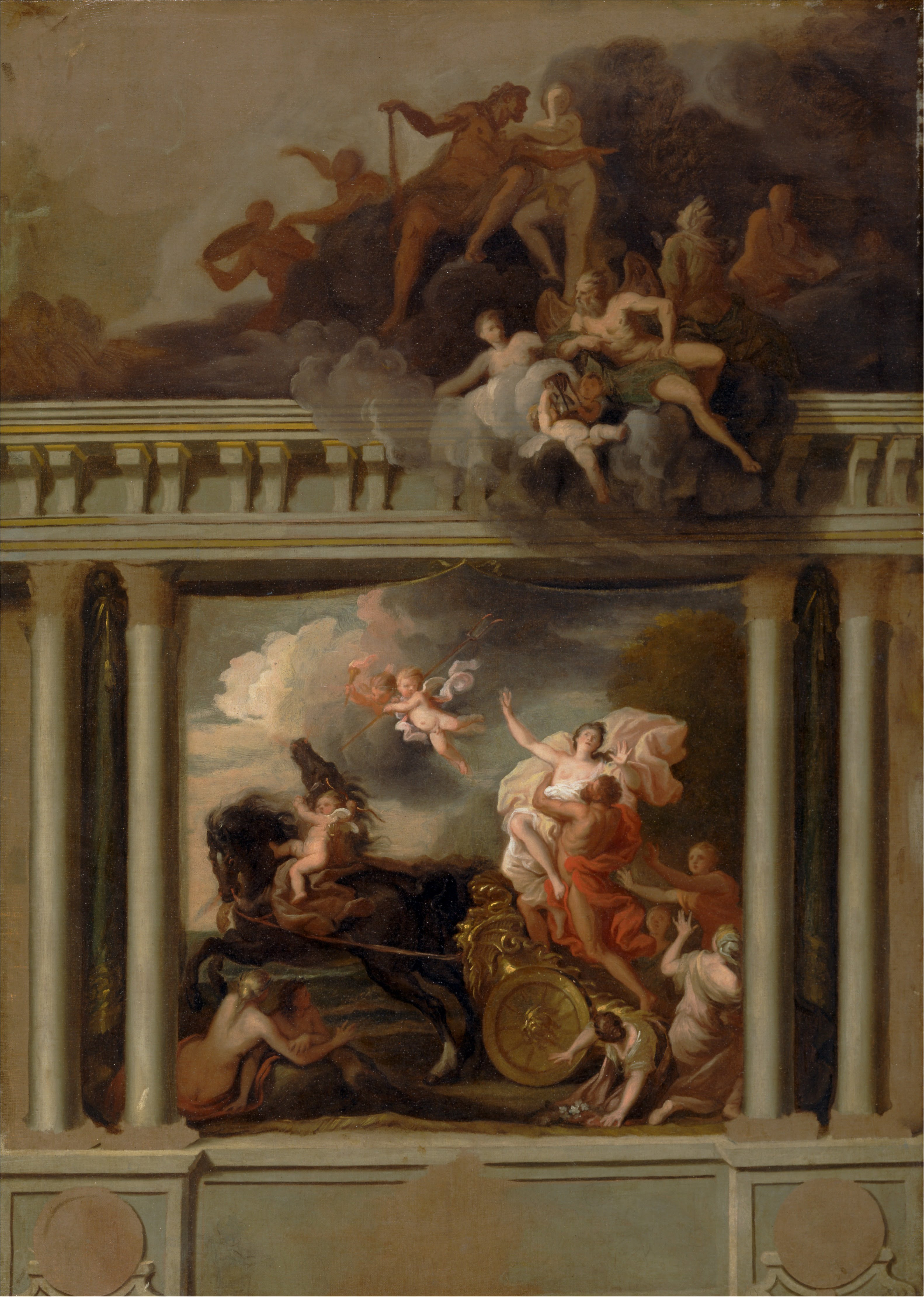
The Rape of Proserpine, design for the staircase of Devonshire House, London (cap al 1704)
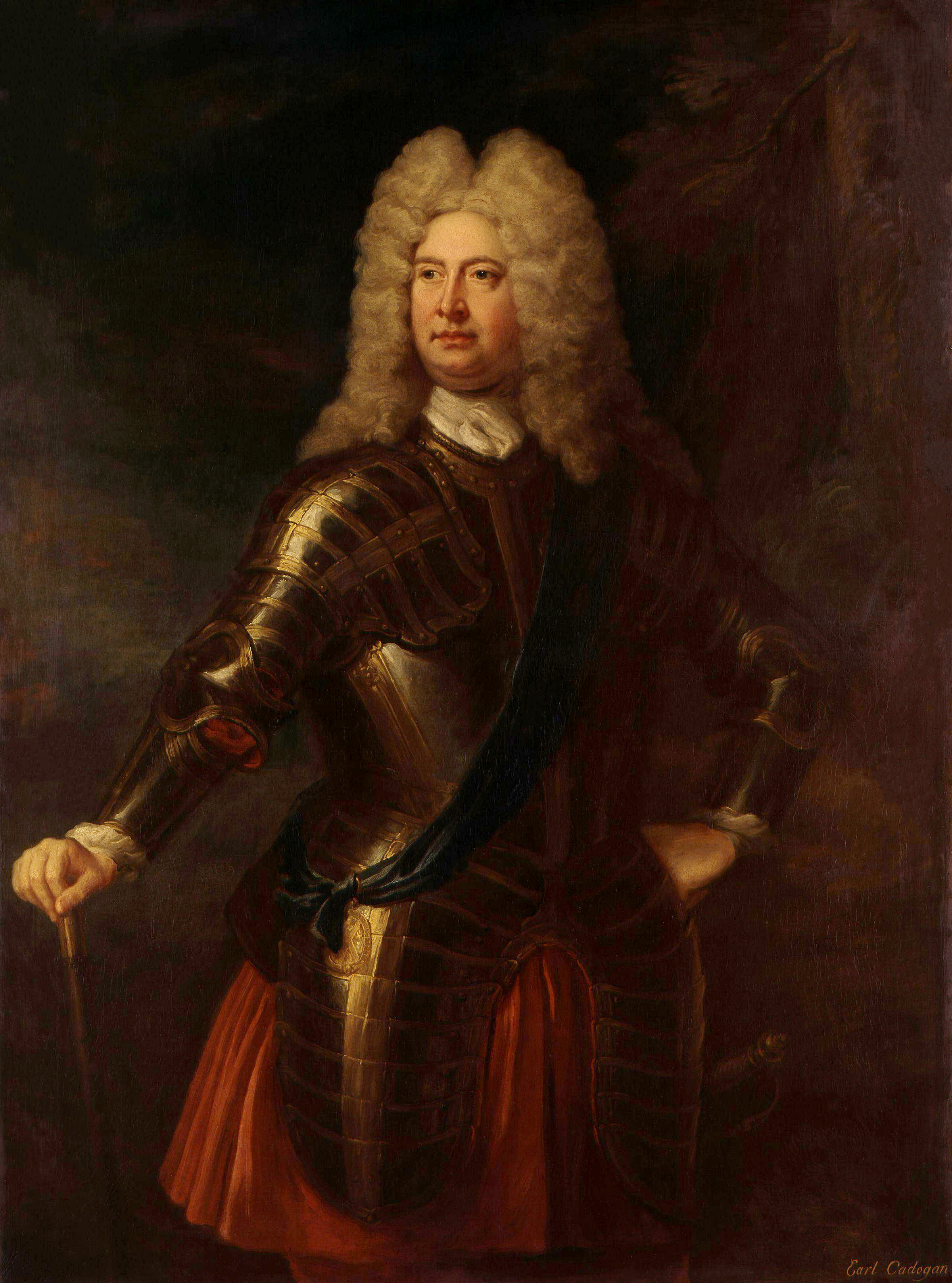
Retrat de William Cadogan, 1st Earl Cadogan (cap al 1716)
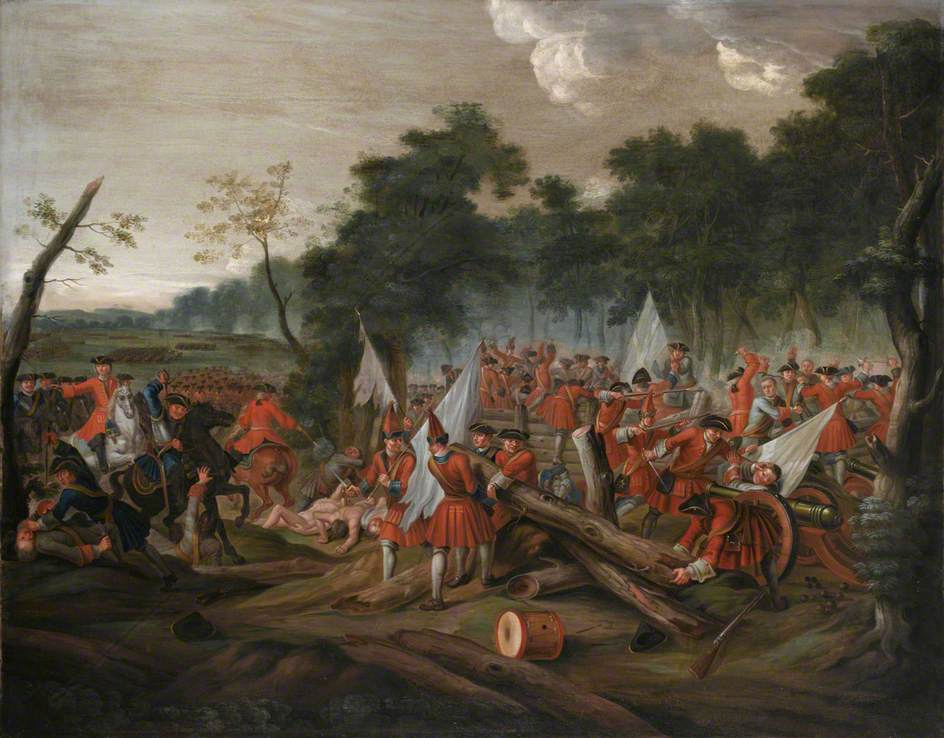
The Battle of Malplaquet, 11 September 1709 (cap al 1713)
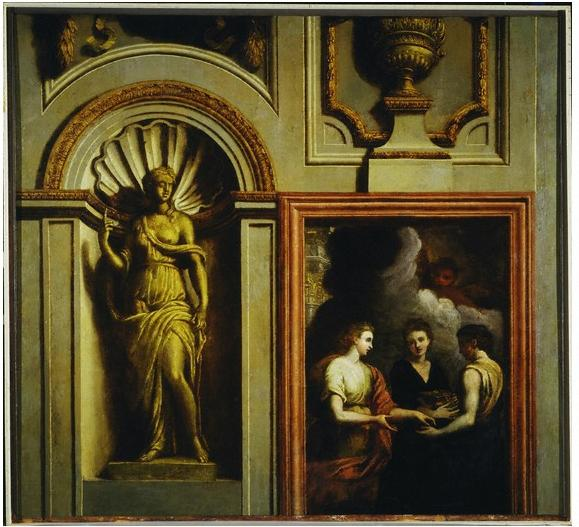
Psyche Giving Gifts to her Sisters (cap al 1700-1720)